# Conophytum meyeri
Conophytum meyeri är en isörtsväxtart som beskrevs av Nicholas Edward Brown. Conophytum meyeri ingår i släktet Conophytum, och familjen isörtsväxter. Inga underarter finns listade i Catalogue of Life.

## Bildgalleri

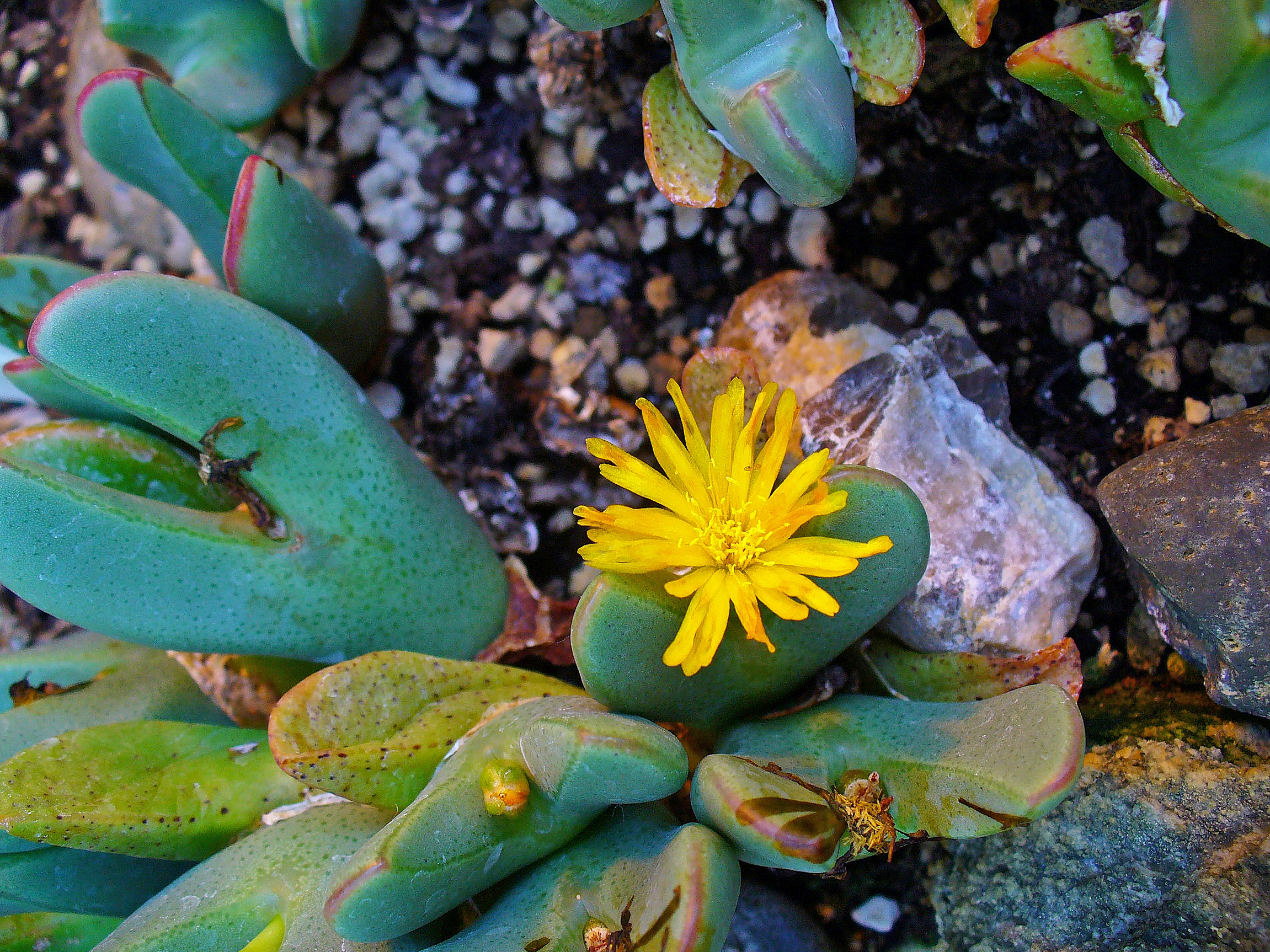
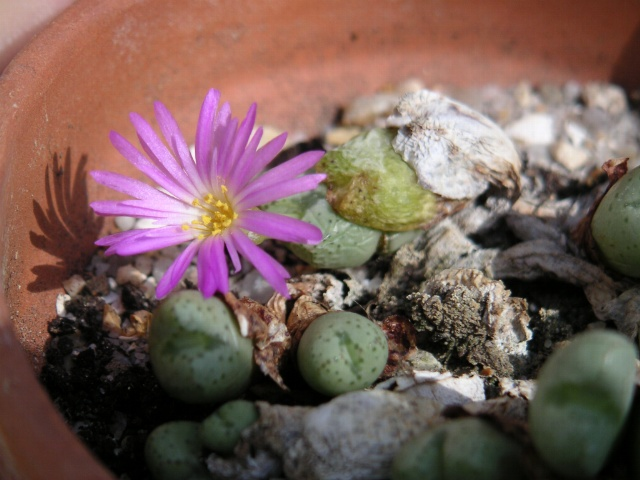
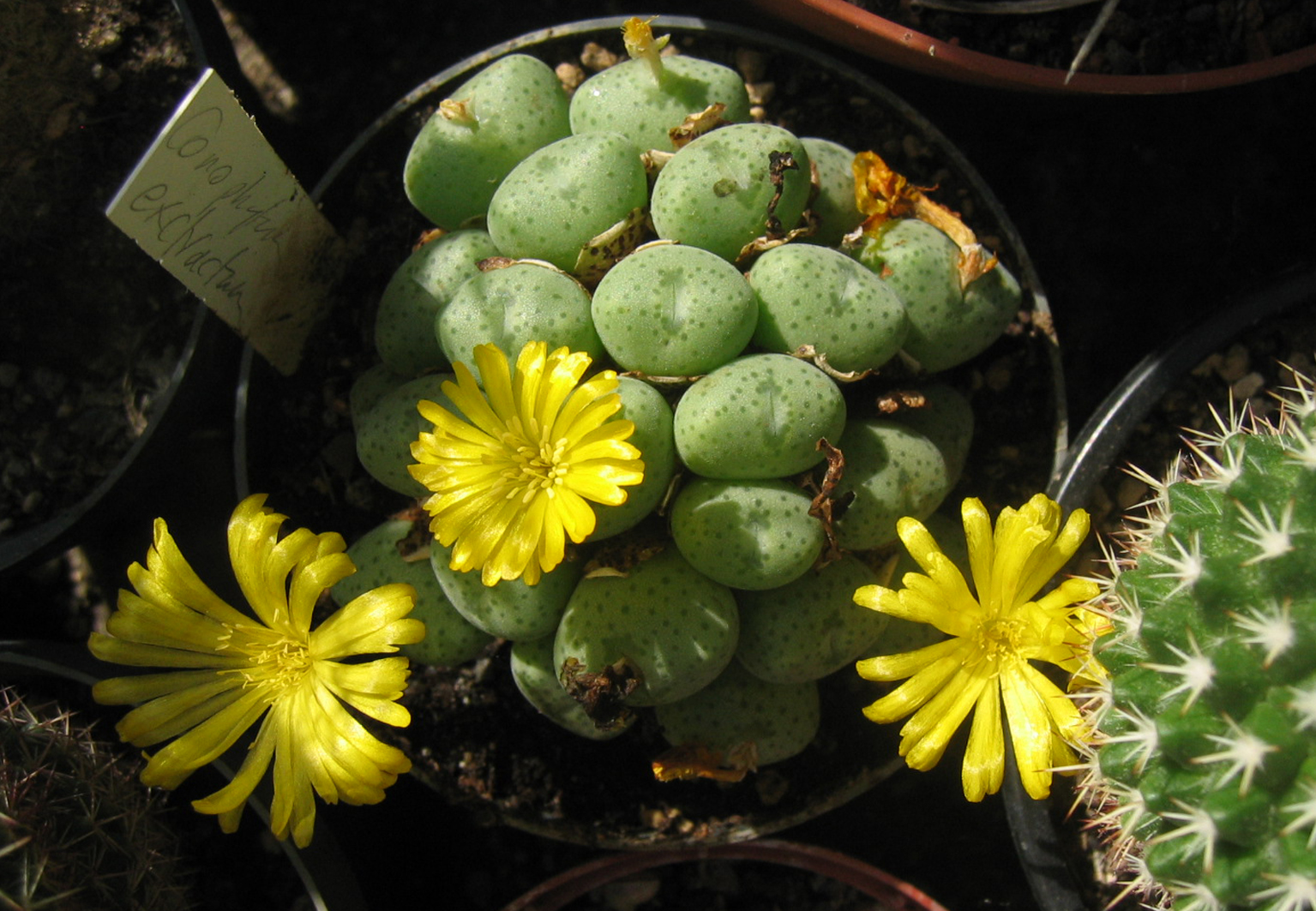
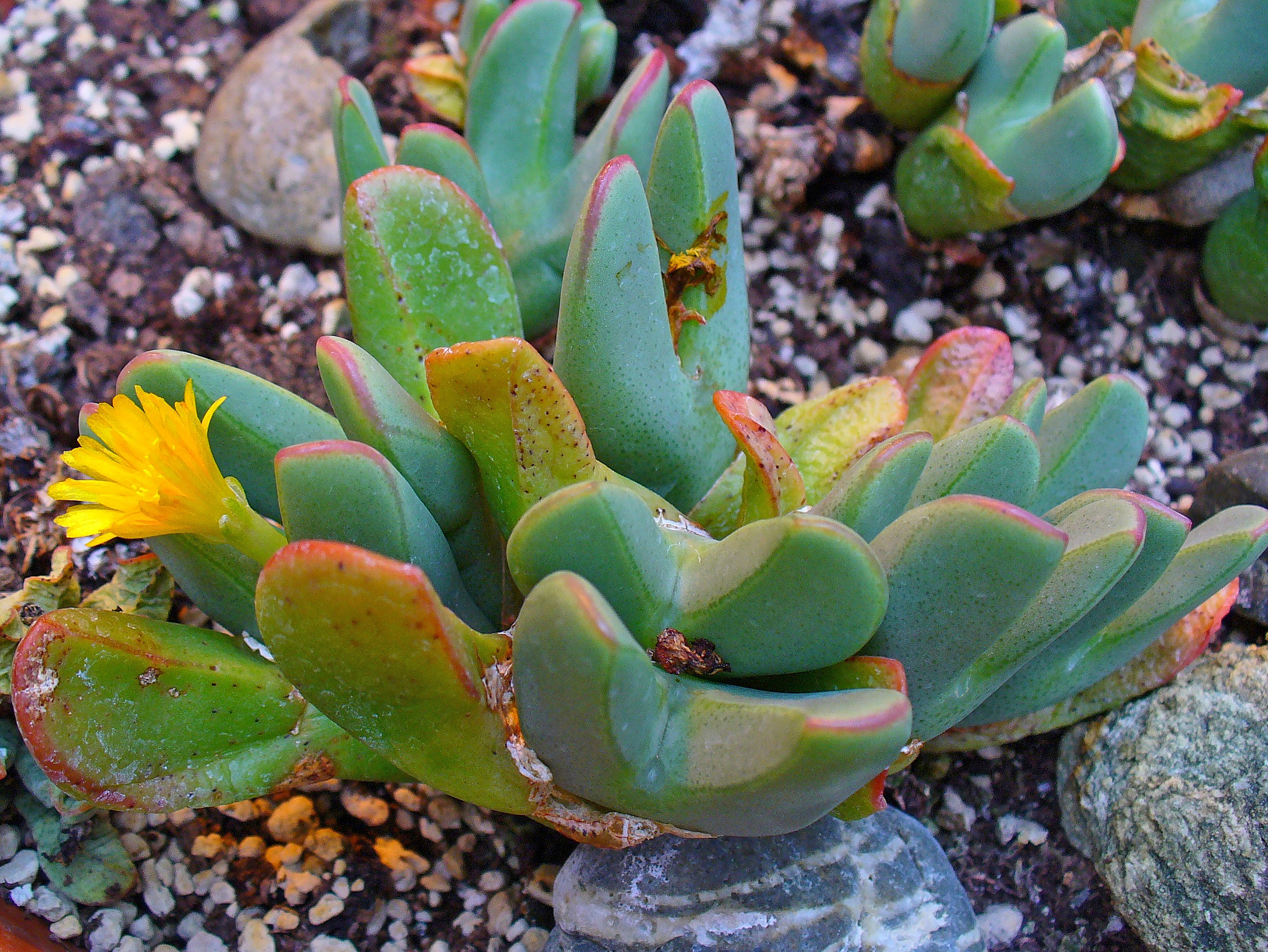
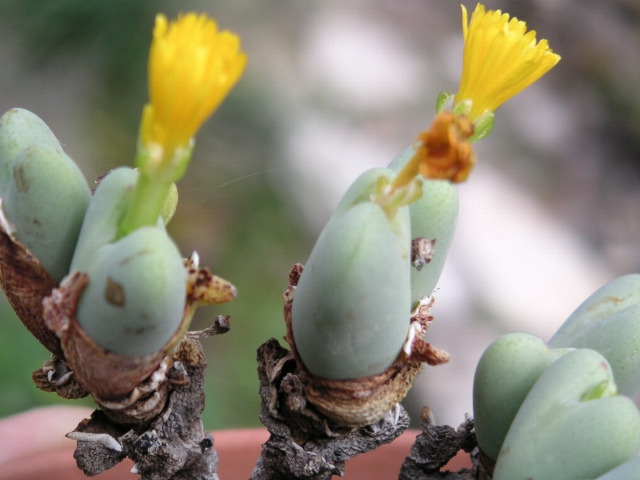
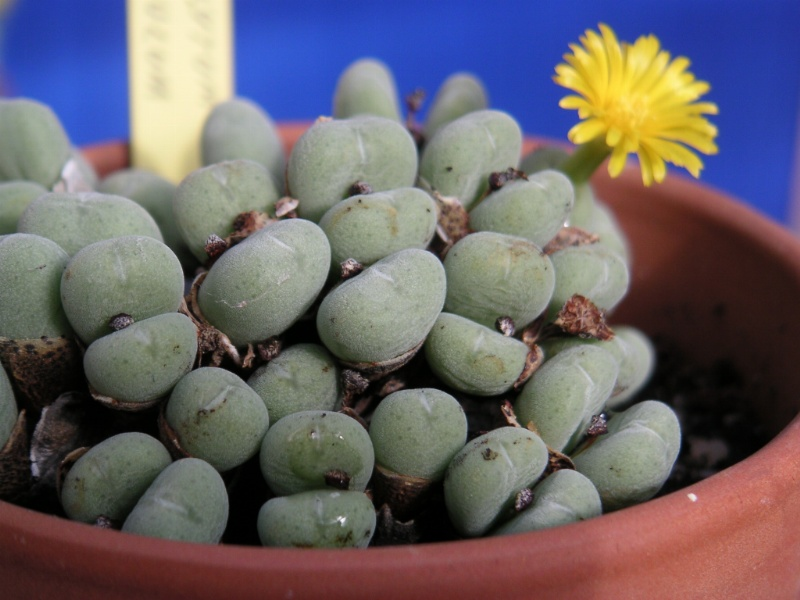